# Gyrocaryum
- Commons
- Wikispecies

Gyrocaryum é um gênero de plantas pertencente à família Boraginaceae.